# Labidura herculeana
Espèce
Statut de conservation UICN

 EX  : Éteint
Labidura herculeana, ou perce-oreille de Saint-Hélène, est une espèce de perce-oreilles qui était endémique à l'île de Sainte-Hélène. Aucun spécimen vivant n'a été observé depuis le 24 mai 1967, et l'espèce est considérée comme éteinte par l'IUCN depuis 2014.

Il s'agissait de la plus grande espèce de perce-oreilles connue : sa longueur pouvait atteindre 8 centimètres.

Son extinction aurait été causée par la destruction de son habitat et par la prédation, dont celle de l'espèce de mille-pattes envahissante Scolopendra morsitans.